# Feignies
Feignies est une commune française, située dans le département du Nord (59) en région Hauts-de-France, à la frontière franco-belge.

## Géographie
La commune, qui fait partie de l'unité urbaine de Maubeuge, est située sur la RN 49, entre Valenciennes et Jeumont.
La rivière Flamenne y prend sa source.

### Communes limitrophes
|                | La Longueville                            | Gognies-Chaussée |
| La Longueville | Feignies                                  |                  |
| Vieux-Mesnil   | Neuf-Mesnil Hautmont (par un quadripoint) | Maubeuge         |

### Hydrographie

#### Réseau hydrographique
La commune est située dans le bassin Artois-Picardie. Elle est drainée par la Flamenne, le ruisseau Des Guides, le ruisseau Des Viviers, le ruisseau du Haut Sart, la Chaussée, le ruisseau de la Haute lanière, le ruisseau de la Marlière, le ruisseau de la Roullie, le ruisseau Des Bas vents, le ruisseau Des Catillons, le ruisseau Des Pesses, le ruisseau du Bois plantis et divers autres petits cours d'eau,.
La Flamenne  est un canal, chenal et un cours d'eau naturel non navigable, d'une longueur de 9 km, qui prend sa source dans la commune  et se jette  dans la Sambre canalisée à Louvroil, après avoir traversé trois communes. Les caractéristiques hydrologiques de la Flamenne sont données par la station hydrologique située sur la commune. Le débit moyen mensuel est de 0,169 m3/s. Le débit moyen journalier maximum est de 4,59 m3/s, atteint lors de la crue du 27 janvier 2002. Le débit instantané maximal est quant à lui de 9,5 m3/s, atteint le même jour.

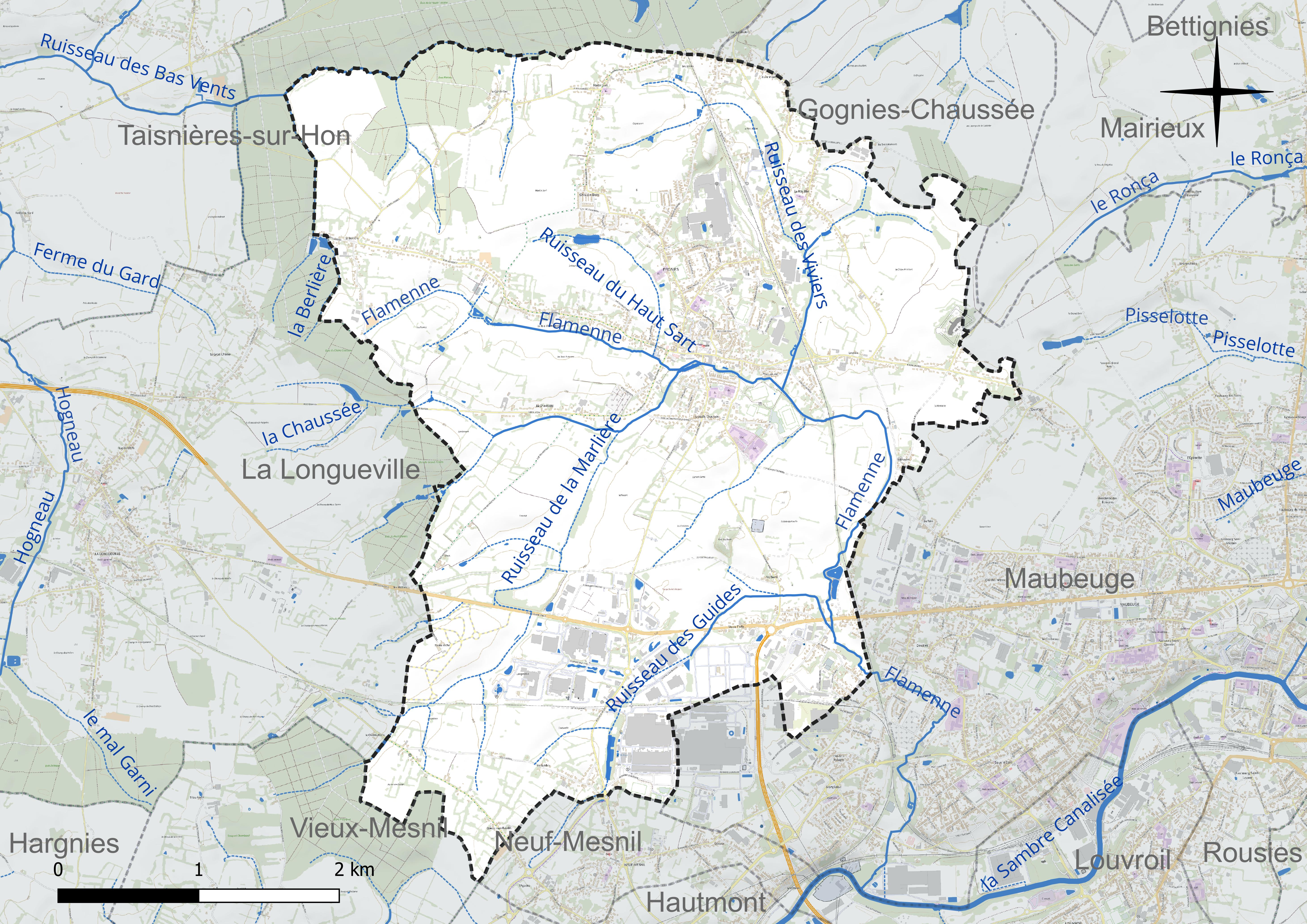
Réseau hydrographique de Feignies.

#### Gestion et qualité des eaux
Le territoire communal est couvert par le schéma d'aménagement et de gestion des eaux (SAGE) « Sambre ». Ce document de planification concerne un territoire de 1 253 km2 de superficie, délimité par le bassin versant de la Sambre. Le périmètre a été arrêté le 1er novembre 2003 et le SAGE proprement dit a été approuvé le 21 septembre 2012, puis modifié le 18 août 2022. La structure porteuse de l'élaboration et de la mise en œuvre est le syndicat mixte du Parc naturel régional de l'Avesnois.
La qualité des cours d'eau peut être consultée sur un site dédié géré par les agences de l'eau et l'Agence française pour la biodiversité.

### Climat
Pour des articles plus généraux, voir Climat des Hauts-de-France et Climat du Nord.
En 2010, le climat de la commune est de type climat des marges montagnardes, selon une étude du CNRS s'appuyant sur une série de données couvrant la période 1971-2000. En 2020, Météo-France publie une typologie des climats de la France métropolitaine dans laquelle la commune est exposée à un climat océanique altéré et est dans la région climatique  Nord-est du bassin Parisien, caractérisée par un ensoleillement médiocre, une pluviométrie moyenne régulièrement répartie au cours de l'année et un hiver froid (3 °C).
Pour la période 1971-2000, la température annuelle moyenne est de 9,8 °C, avec une amplitude thermique annuelle de 15,2 °C. Le cumul annuel moyen de précipitations est de 880 mm, avec 12,6 jours de précipitations en janvier et 9,9 jours en juillet. Pour la période 1991-2020, la température moyenne annuelle observée sur la station météorologique la plus proche, située sur la commune de Saint-Hilaire-sur-Helpe à 19 km à vol d'oiseau, est de 10,5 °C et le cumul annuel moyen de précipitations est de 802,4 mm,. Pour l'avenir, les paramètres climatiques de la commune estimés pour 2050 selon différents scénarios d'émission de gaz à effet de serre sont consultables sur un site dédié publié par Météo-France en novembre 2022.

## Urbanisme

### Typologie
Au 1er janvier 2024, Feignies est catégorisée ceinture urbaine, selon la nouvelle grille communale de densité à sept niveaux définie par l'Insee en 2022.
Elle appartient à l'unité urbaine de Maubeuge (partie française), une agglomération internationale regroupant 22  communes, dont elle est une commune de la banlieue,,. Par ailleurs la commune fait partie de l'aire d'attraction de Maubeuge (partie française), dont elle est une commune de la couronne,. Cette aire, qui regroupe 65 communes, est catégorisée dans les aires de 50 000 à moins de 200 000 habitants,.

### Occupation des sols
L'occupation des sols de la commune, telle qu'elle ressort de la base de données européenne d'occupation biophysique des sols Corine Land Cover (CLC), est marquée par l'importance des territoires agricoles (71,2 % en 2018), en diminution par rapport à 1990 (76,4 %). La répartition détaillée en 2018 est la suivante : 
prairies (47,8 %), terres arables (19,2 %), zones urbanisées (13,1 %), zones industrielles ou commerciales et réseaux de communication (13,1 %), zones agricoles hétérogènes (4,2 %), forêts (2,7 %). L'évolution de l'occupation des sols de la commune et de ses infrastructures peut être observée sur les différentes représentations cartographiques du territoire : la carte de Cassini (XVIIIe siècle), la carte d'état-major (1820-1866) et les cartes ou photos aériennes de l'IGN pour la période actuelle (1950 à aujourd'hui).

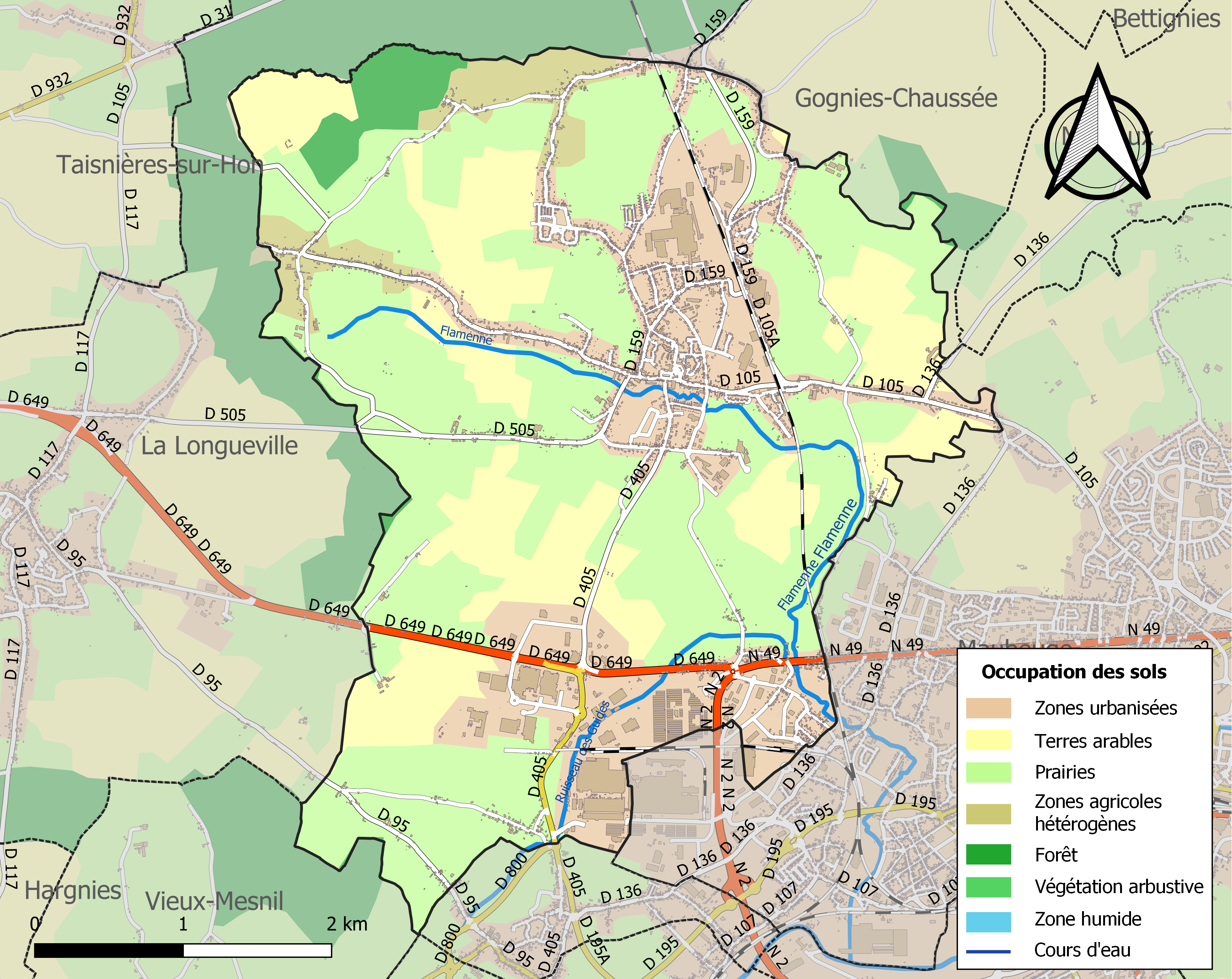
Carte des infrastructures et de l'occupation des sols de la commune en 2018 (CLC).

### Voies de communication et transports
Feignies disposait autrefois d'une gare ferroviaire sur la ligne reliant Hautmont à la frontière belge.
La commune est desservie, en 2024, par les lignes D, 10, 57 et 63 du réseau Stibus. Elle est également desservie par la ligne 976 du réseau interurbain Arc-en-Ciel 4.

## Toponymie
Fleyneis (1119), Fieignies (1220)
D'après M. Gysseling, le nom viendrait d'un anthroponyme germanique, Flago (> Flaginiacas, "appartenant à Flago").

## Histoire
La terre de Feignies, guère habitée, était occupée à l'origine par les Nerviens, subit l'invasion romaine, puis le passage des Barbares. Possession des rois francs tombée aux mains de Clovis Ier, elle fut rattachée au royaume d'Austrasie. Au IXe siècle, les invasions des Normands semèrent la désolation dans la région. Feignies appartint ensuite aux comtes de Hainaut.
En 1074, la terre de Feignies atteint une population suffisante pour construire une première église, autour de laquelle se développe au Moyen Âge un noyau d'habitations et de bâtiments communales.
Au XIIIe siècle, elle passa entre les mains des seigneurs d'Audenaerde et de Rozoit.
Au XIVe siècle, elle retourna au Comte de Hainaut qui la céda au Comte de Flandre.
Passée au pouvoir de Charles Quint, elle fut plus tard donnée au seigneur de Senzeilles, vice-roi de Naples, puis en 1545 au duc d'Aarschot. Elle passa ensuite au duc de Croÿ et d'Orléans.
À partir du traité de Nimègue en 1678 qui céda le Hainaut à la France, Feignies releva de la Prévôté royale de Maubeuge.
Donc le village a été successivement flamand, bourguignon, espagnol et français.
Pendant la Révolution française, une bande de malfaiteurs appelés « sommeurs » a sévi sur Feignies et ses environs. Leur méthode consistait en l'exigence de remise de sommes d'argent sous peine que ne soient provoqués des incendies, très dévastateurs à l'époque où nombre de toits étaient faits de chaume facilitant leur propagation. En l'an 9 (1801-1802), la bande de Feignies a été arrêtée.
Le village ne se développe  que lentement et garde son caractère agricole jusqu'à la deuxième moitié du XIXe siècle. Une première usine de céramique s'y installe en 1872, suivie en 1893 par une deuxième. Entre 1909 et 1911 quatre usines de métallurgie viennent s'y ajouter ; autour de la gare se développe un deuxième noyau de caractère industriel. L'urbanisation du village est interrompu par la Première Guerre mondiale. Après la guerre, le développement urbain ajoute au noyau ancien de caractère rural de la place de l'église, une nouvelle place d'allure ville industrielle avec l'école des filles, la poste et les douches bains publics, bâtiments monumentaux, devenus monuments historiques par la suite). Une troisième place de caractère contemporain avec mairie, salle des fêtes et nouvelle poste s'est formé après la guerre. Le village est toujours entouré d'un bâti agricole parfois impressionnant d'allure, auquel s'ajoute aussi un petit patrimoine de chapelles et oratoires.

## Politique et administration

La communauté d'agglomération Maubeuge Val de Sambre dans le département du Nord.

### Rattachements administratifs et électoraux
La commune se trouve dans l'arrondissement d'Avesnes-sur-Helpe du département du Nord. Pour l'élection des députés, elle fait partie de la treizième circonscription du Nord.
La commune devint en 1790 le chef-lieu d'un canton du district du Quesnoy, puis fut rattachée en 1801 au canton de Bavay. Dans le cadre du redécoupage cantonal de 2014 en France, la commune fait désormais partie du canton d'Aulnoye-Aymeries.
Feignies fait également partie de l'unité urbaine de Maubeuge qui est la cinquième du département du Nord.

### Intercommunalité
La commune est membre de l'agglomération Maubeuge Val de Sambre, créée en 1996.

### Liste des maires
Maire en 1802-1803 : Antoine Lejuste.
Maire en 1807 : Pitoux.
Maire en 1808 : Lejuste.
Maire en 1881 : Derkenne.
| Période                                  | Période          | Identité                  | Étiquette    | Qualité |
| ---------------------------------------- | ---------------- | ------------------------- | ------------ | --- |
| Les données manquantes sont à compléter. |                  |                           |              | |
|                                          | mai 1935         | Gaston Derkenne           | Républicain  | Brasseur Conseiller général de Bavay (1922 → 1928) |
| mai 1935                                 | 20 mars 1977     | Léon Constant (1895-1985) | SFIO puis PS | Modeleur Conseiller général de Bavay (1945 → 1976) |
| 20 mars 1977                             | 6 avril 2014     | Jean Jarosz               | PCF          | Professeur de collège Député du Nord (23e circ. puis Nord) (1977 → 1988) Conseiller général de Bavay (1982 → 2015) Vice-président de la CC du Val de Sambre |
| 6 avril 2014                             | 17 décembre 2016 | Chantal Lépinoy           | DVG          | Retraitée Mandat écourté à la suite de la démission de 18 conseillers municipaux                                                                            |
| 17 décembre 2016,                        | En cours         | Patrick Leduc             | app. PCF     | Fonctionnaire retraité Réélu pour le mandat 2020-2026 |

### Jumelages
- Bernissart (Belgique)
- Keyworth (Angleterre)

## Population et société

### Démographie

#### Évolution démographique
L'évolution du nombre d'habitants est connue à travers les recensements de la population effectués dans la commune depuis 1793. Pour les communes de moins de 10 000 habitants, une enquête de recensement portant sur toute la population est réalisée tous les cinq ans, les populations de référence des années intermédiaires étant quant à elles estimées par interpolation ou extrapolation. Pour la commune, le premier recensement exhaustif entrant dans le cadre du nouveau dispositif a été réalisé en 2005.

En 2022, la commune comptait 6 727 habitants, en évolution de −3,11 % par rapport à 2016 (Nord : +0,51 %, France hors Mayotte : +2,11 %).
| 1793  | 1800  | 1806  | 1821  | 1831  | 1836  | 1841  | 1846  | 1851  |
| ----- | ----- | ----- | ----- | ----- | ----- | ----- | ----- | ----- |
| 1 050 | 1 038 | 1 246 | 1 462 | 1 620 | 1 769 | 1 846 | 1 938 | 1 857 |

| 1856  | 1861  | 1866  | 1872  | 1876  | 1881  | 1886  | 1891  | 1896  |
| ----- | ----- | ----- | ----- | ----- | ----- | ----- | ----- | ----- |
| 1 929 | 2 247 | 2 405 | 2 427 | 2 654 | 2 618 | 2 718 | 2 652 | 2 948 |

| 1901  | 1906  | 1911  | 1921  | 1926  | 1931  | 1936  | 1946  | 1954  |
| ----- | ----- | ----- | ----- | ----- | ----- | ----- | ----- | ----- |
| 3 139 | 3 033 | 3 176 | 3 973 | 4 471 | 4 903 | 4 803 | 5 038 | 5 599 |

| 1962  | 1968  | 1975  | 1982  | 1990  | 1999  | 2005  | 2006  | 2010  |
| ----- | ----- | ----- | ----- | ----- | ----- | ----- | ----- | ----- |
| 6 469 | 6 666 | 7 147 | 6 910 | 7 269 | 7 183 | 7 202 | 7 180 | 7 222 |

| 2015  | 2020  | 2022  | - | - | - | - | - | - |
| ----- | ----- | ----- | - | - | - | - | - | - |
| 7 006 | 6 763 | 6 727 | - | - | - | - | - | - |

#### Pyramide des âges
La population de la commune est relativement jeune.
En 2018, le taux de personnes d'un âge inférieur à 30 ans s'élève à 37,8 %, soit en dessous de la moyenne départementale (39,5 %). À l'inverse, le taux de personnes d'âge supérieur à 60 ans est de 24,7 % la même année, alors qu'il est de 22,5 % au niveau départemental.
En 2018, la commune comptait 3 365 hommes pour 3 489 femmes, soit un taux de 50,9 % de femmes, légèrement inférieur au taux départemental (51,77 %).
Les pyramides des âges de la commune et du département s'établissent comme suit.
| Hommes | Classe d’âge | Femmes |
| ------ | ------------ | ------ |
| 0,6    | 90 ou +      | 1,0    |
| 5,2    | 75-89 ans    | 7,6    |
| 16,8   | 60-74 ans    | 18,2   |
| 19,2   | 45-59 ans    | 19,5   |
| 18,8   | 30-44 ans    | 17,6   |
| 17,8   | 15-29 ans    | 17,5   |
| 21,6   | 0-14 ans     | 18,6   |

| Hommes | Classe d’âge | Femmes |
| ------ | ------------ | ------ |
| 0,5    | 90 ou +      | 1,4    |
| 5,3    | 75-89 ans    | 8,1    |
| 14,8   | 60-74 ans    | 16,2   |
| 19,1   | 45-59 ans    | 18,4   |
| 19,5   | 30-44 ans    | 18,7   |
| 20,7   | 15-29 ans    | 19,1   |
| 20,2   | 0-14 ans     | 18     |

### Manifestations culturelles et festivités
- Marché sur la place de la mairie, le jeudi matin
- Festival International de Harpe, en janvier/février
- Repas organisé par la section locale de l'Union Nationale des Combattants en avril
- Exposition de l'association 4F en avril, à l'Espace Gérard-Philipe
- Exposition de voitures anciennes au fort de Leveau, en avril
- Salon de l'habitat en avril
- Foire à l'ail le dernier dimanche du mois d'août
- Portes ouvertes du Fort Leveau en mai et en septembre, pour les fêtes du patrimoine
- Salon du mariage en novembre.

### Culture
- L'espace Gérard-Philipe propose de nombreuses programmations de spectacles dans le cadre de la programmation du théâtre du manège à Maubeuge et de la F.L.A.C.
- La médiathèque municipale installée dans les murs du château Derkenne depuis 1983 propose à ses adhérents un large choix de documents écrits, sonores et vidéos ; elle propose aussi un espace multimédia et un espace destiné aux enfants avec des ateliers création et des activités.
- L'auditorium Jean-Baptiste Douenne abrite l'harmonie municipale et l'école de musique.
- L'école de danse dispense des cours de danse classique et de jazz à ses adhérents généralement jeunes mais talentueux leur permettant parfois d'intégrer une grande institution de danse.[réf. nécessaire]
- Entre 2019 et 2024, la ville de Feignies s'est distinguée pour le nombre de recherches du terme « Fury » sur le moteur de recherche Google, se classant en trentième position parmi les communes françaises[46].

## Économie
- Renault : La création de la zone industrielle de Grevaux-les-Guides à Feignies a permis d'accueillir les usines Chausson en 1971, qui deviendront l'Usine Renault de Maubeuge, Maubeuge Construction Automobile (MCA), filiale de Renault-Nissan. On y construit notamment la Renault Kangoo et la Nissan Kubistar.
- Menissez : Boulangerie industrielle située sur la zone industrielle des Longenelles. L'entreprise réalise plus de 50 % de son chiffre d'affaires à l'export. Leader dans le précuit, Menissez est l'un des précurseurs dans ce nouveau secteur.
- Vesuvius : Leader mondial dans le développement, la fabrication et la vente de produits céramiques réfractaires.
- ITS Fabry : Prestataire spécialisé en logistique, qui accompagne les marchands dans la gestion de leurs livraisons, et notamment du stockage, de la préparation des commandes, de l'expédition et des formalités fiscales.
- Lear Corporation : Équipementier automobile.
- Amelot Logistique : transport et logistique.
- Dehestru : négoce inter-industriel.
- Sambre et Meuse : Fonderie, aciérie.[fermeture en 2016]
- Cantiniau : location, matériel de levage et de manutention.
- Sculfort, Muller et Pesant : spécialisé dans la conception, la fabrication et l'installation de systèmes de profilage de roues, et notamment dans le domaine ferroviaire (TGV, métro et tramway).
- Les Pépinières de Beaufort : vente d'arbustes et de végétaux, fleurissement, aménagement, terrassement et plantation d'arbres.
- Becker Industrie : peinture, vernis, produits assimilés (fabrication, gros).
- Delsaut : travaux publics.
- Euro Environnement : aménagement, entretien de jardins et parcs.
- ASAP Trad : traduction dans plus de 25 langues.
- OPC France : édition de cartes postales.
- CGE Distribution : distributeur de matériel électrique.
- Les Délices de l'Avesnois : boulangerie et pâtisserie industrielle.

Avec le projet Méca-futur, installé sur le territoire de Feignies, la communauté d'agglomération de Maubeuge Val de Sambre veut confirmer la position dominante du Val de Sambre dans l'industrie mécanique. Méca-futur est le seul pôle de formation à l'usinage à grande vitesse de la région Nord-Pas-de-Calais, et au nord de Paris.
La Cité de l'Entreprise de la Chambre de commerce et d'industrie de l'Arrondissement d'Avesnes a été construite en plein cœur de la zone industrielle de Feignies.
L'Institut Polytechnique du Hainaut (IPHC)  a ouvert une école sur la zone de la Cité de l'Entreprise. La formation prépare des ingénieurs de terrain destinés à manager et optimiser la production. Ils occuperont des fonctions dans le domaine de la gestion de production, la qualité, la fabrication, les méthodes, dans des secteurs aussi variés que la métallurgie, la plasturgie, les industries du livre, l'agroalimentaire, etc.

## Culture locale et patrimoine

### Lieux et monuments

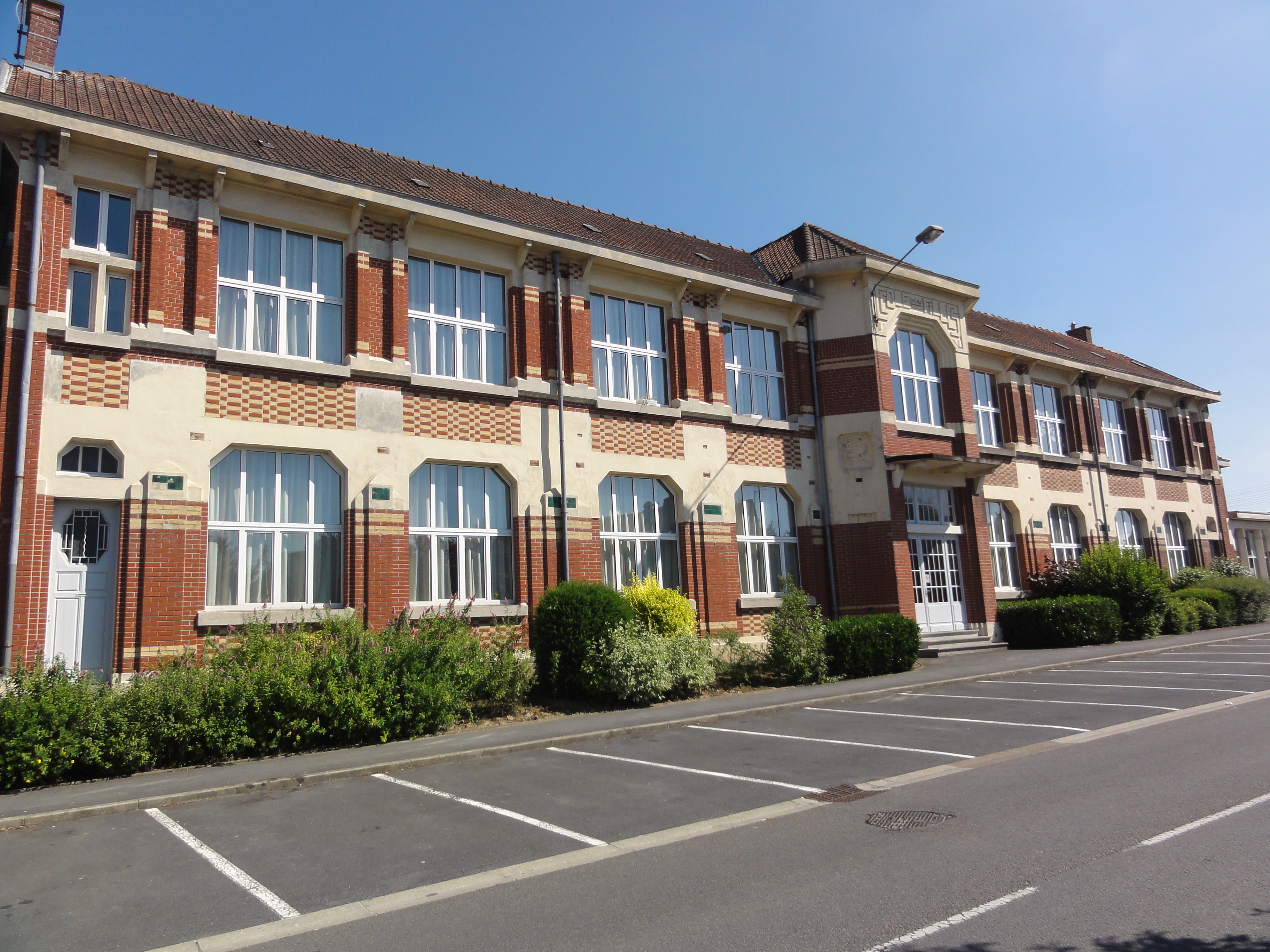
L'école des filles : école Marie Curie.

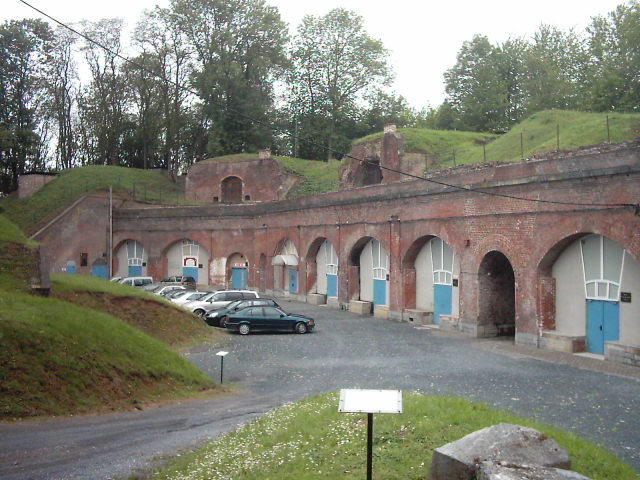
Fort de Leveau.

- L'église Saint-Martin de 1877, sur l'emplacement de l'église du XIe siècle. Dans l'église une sculpture classée monument historique et un chemin de croix sculpté.
- L'ensemble école des filles, bains douches et postes, architecte Adolphe Danis, de la période d'urbanisation de 1918-1932, classée.
- Musée du Fort de Leveau : Construit dans le cadre du programme de 1874 du système Séré de Rivières, le fort de Leveau fait partie des six forts construits en périphérie de Maubeuge pour mettre la ville à l'abri des bombardements. Il se situe à 3 250 mètres au nord-ouest de la place et occupe une superficie totale de 82 500 m2. Aujourd'hui propriété de la ville de Feignies, il est l'un des derniers témoins de Maubeuge la Militaire en 1914. L'association Sauvegarde du Fort de Leveau est née en 1993 et travaille depuis à la restauration des lieux. Son but est de redonner au site son aspect d'origine, tout en conservant la trace des combats du passé.
- Plusieurs chapelles et oratoires, disséminés sur le territoire. En plus de ceux montrés en photo, des chapelles-oratoires ont été relevés à la Rue de Lanière, la Rue de Doursies et Rue de Keyworth.

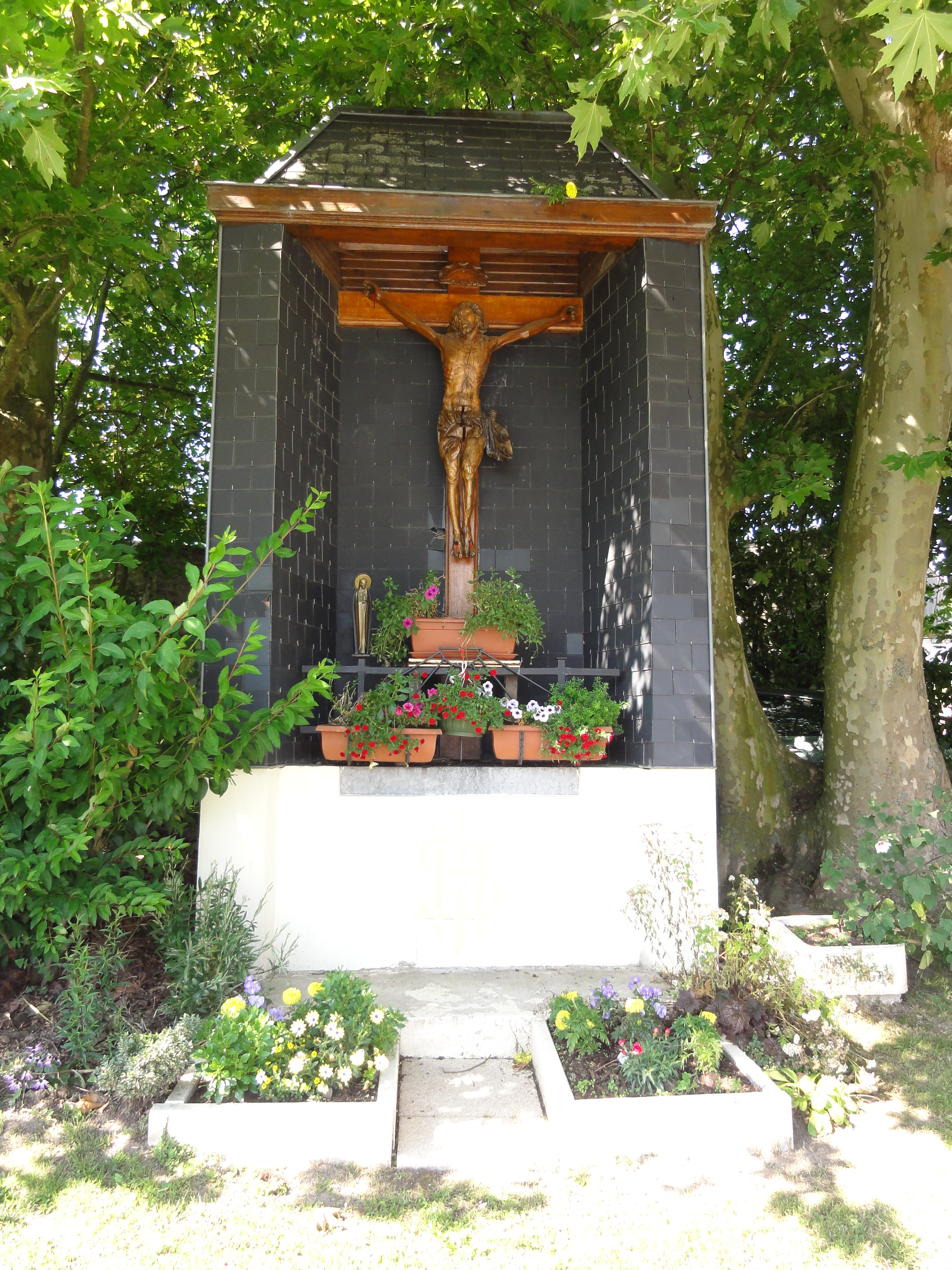
Calvaire Rue Roger Salengro.
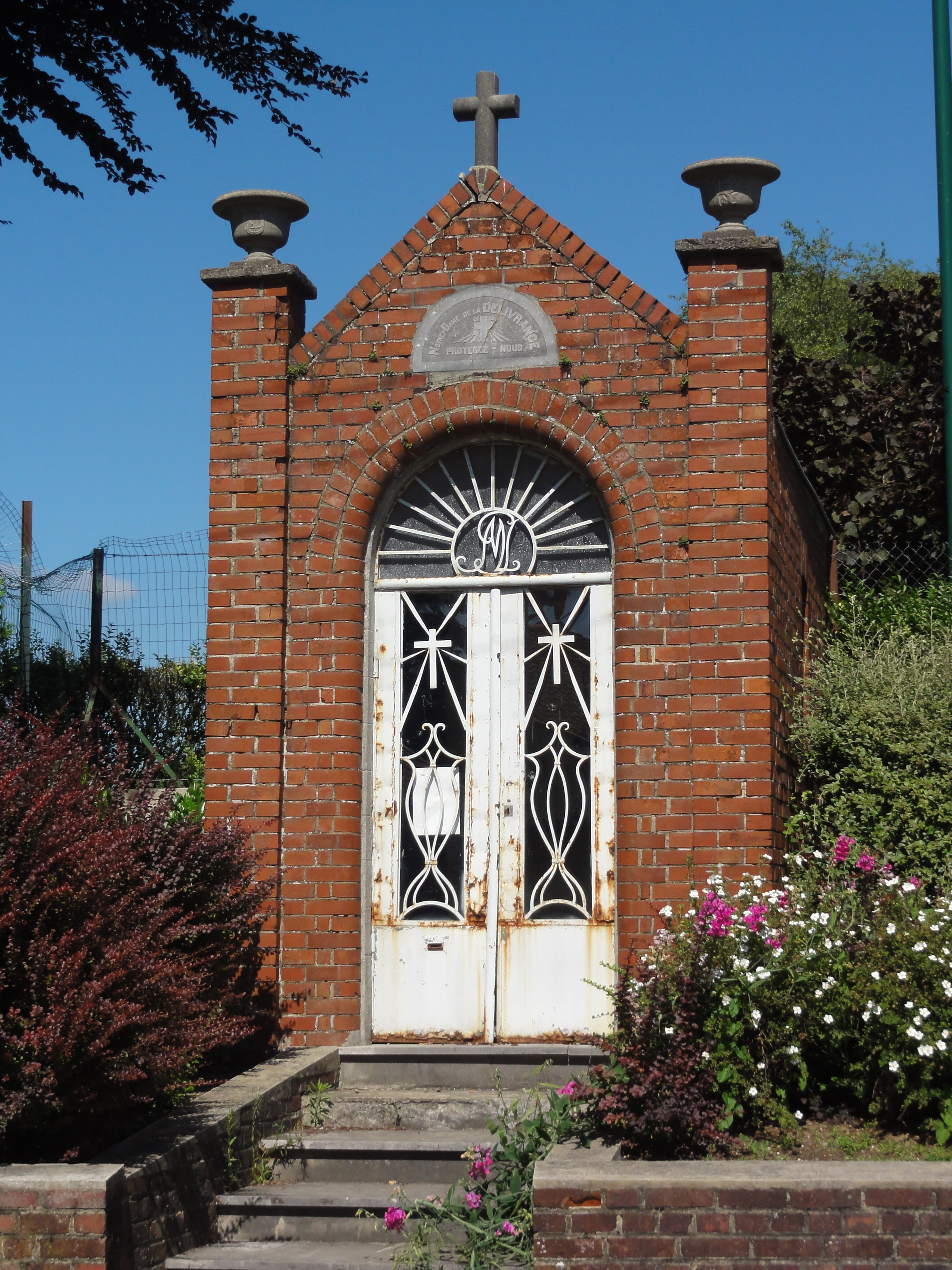
Chapelle N.D. de Délivrance.
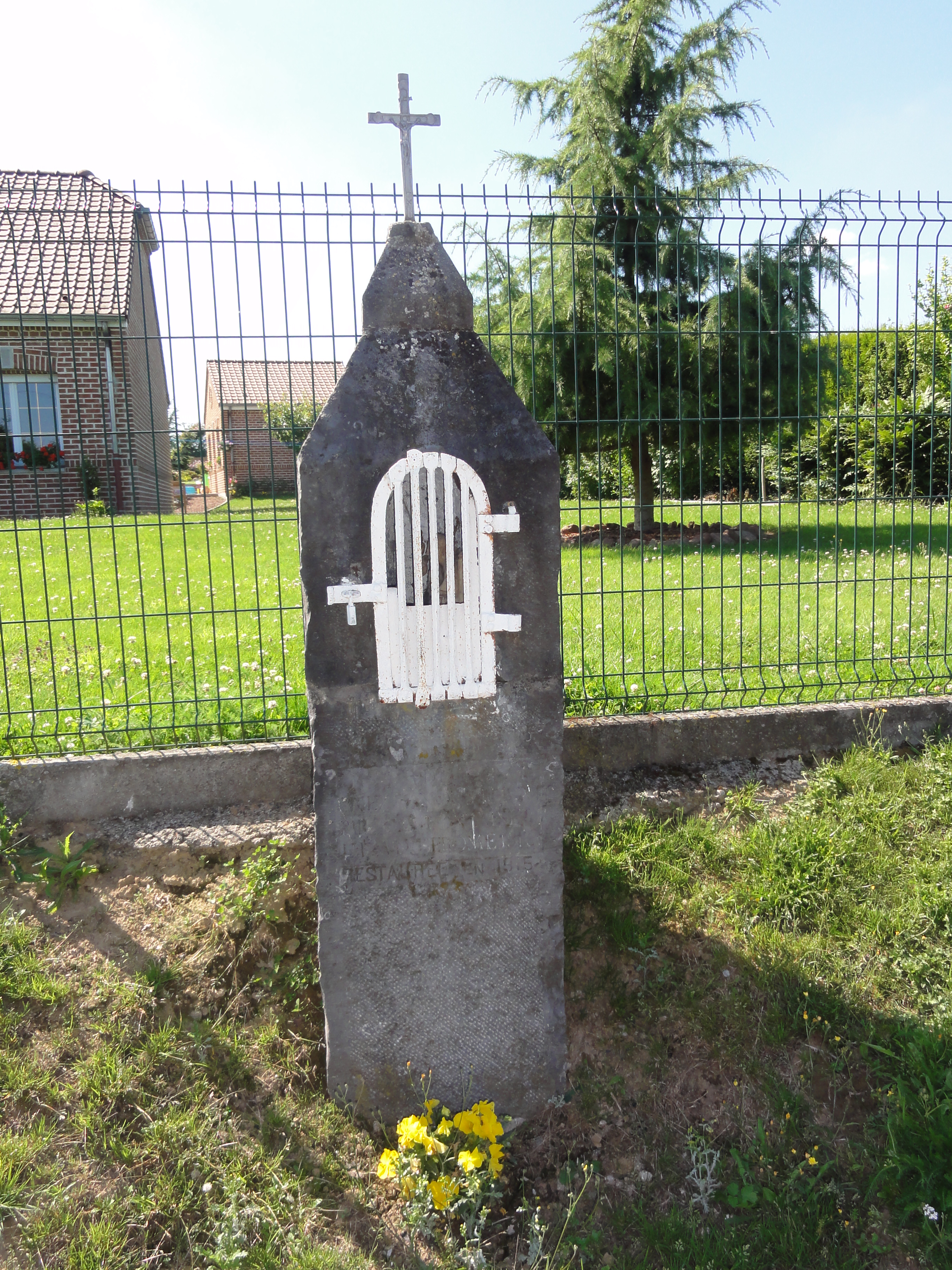
Chapelle N.D. de Tongres.
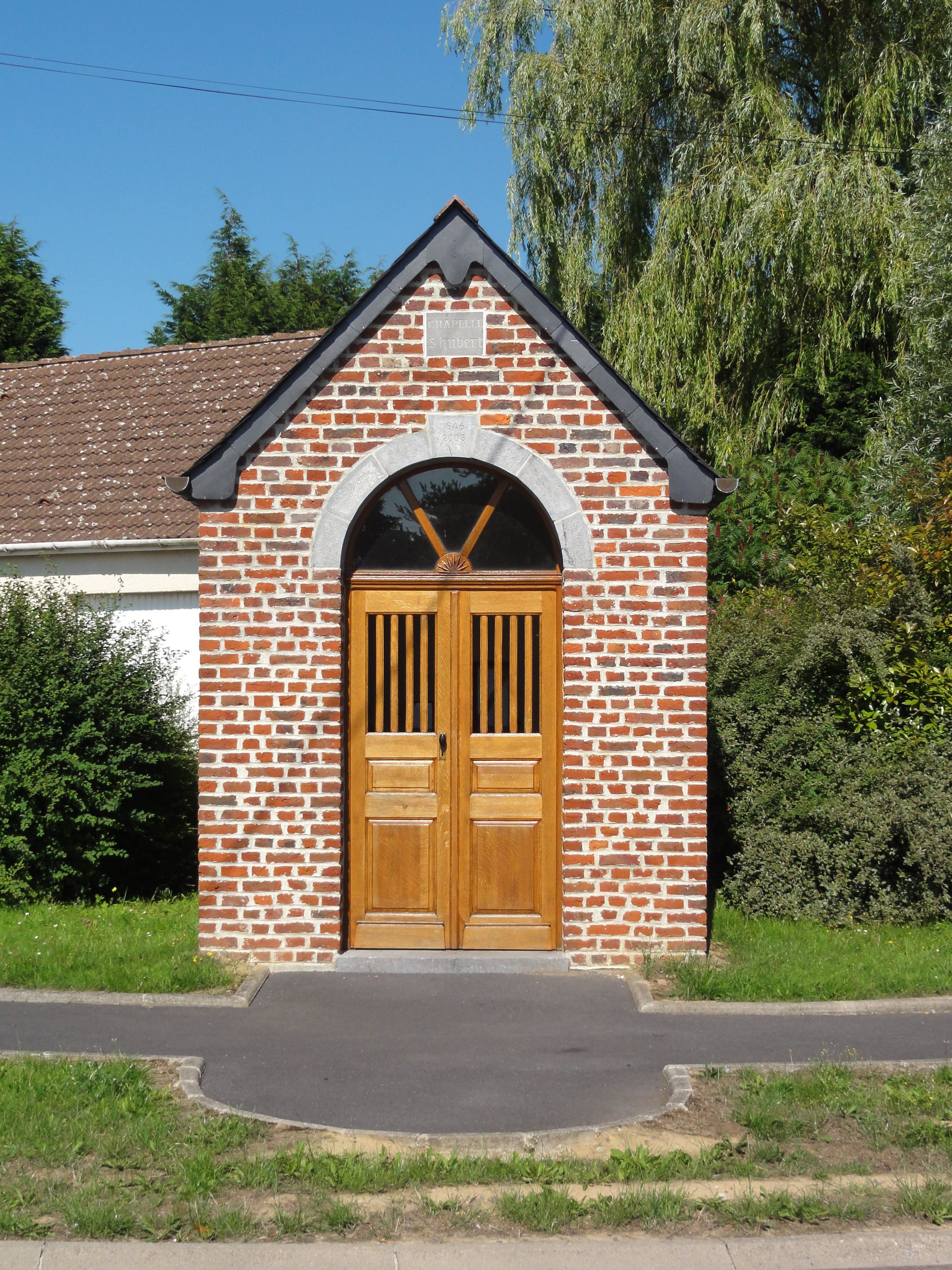
Chapelle Saint-Hubert à Leveau.
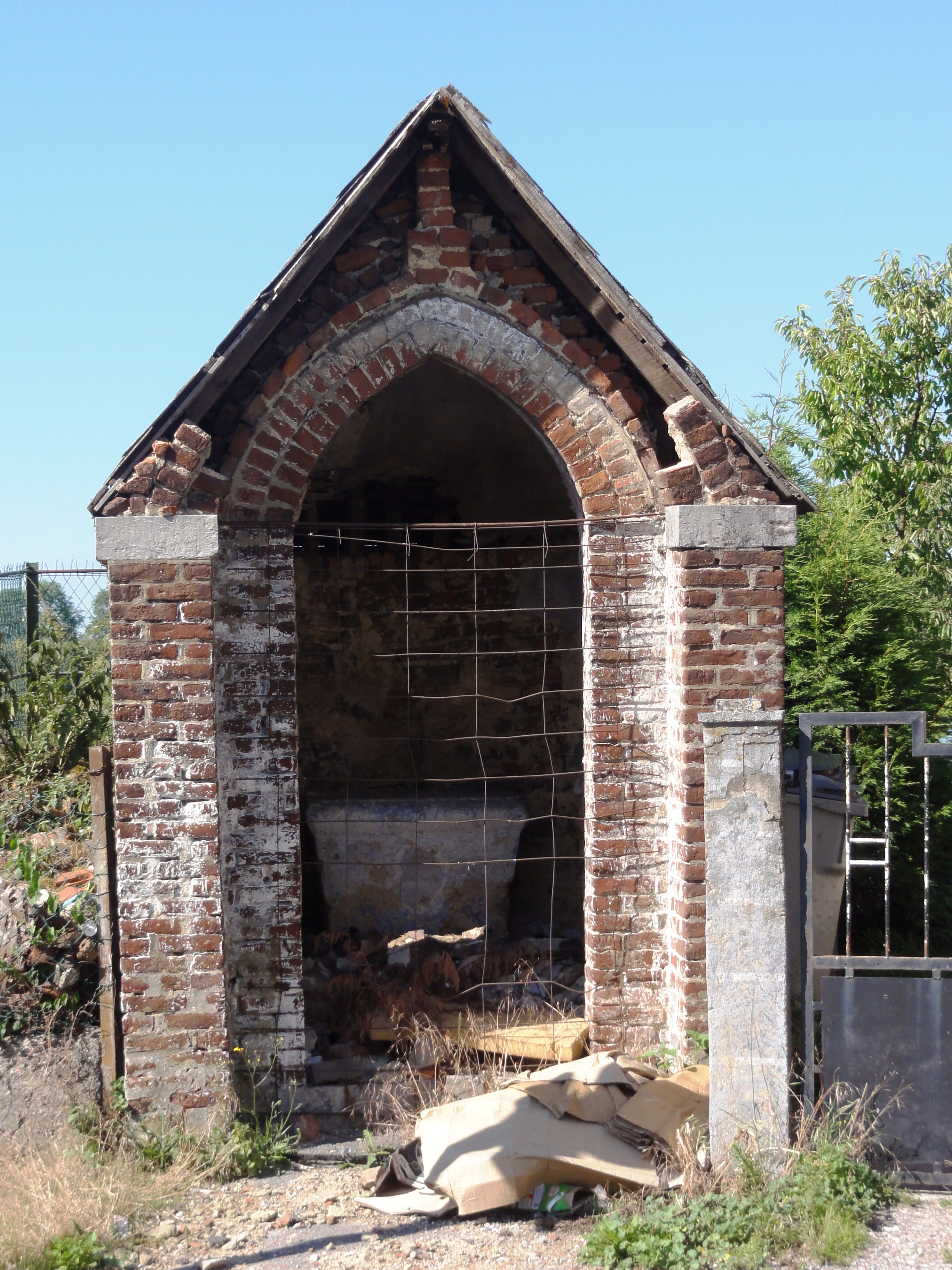
Chapelle à La Savate.

### Personnalités liées à la commune
- François Joseph Liénard, né le 10 avril  à Feignies, décédé le 9 juillet 1881 à Souvigny (Allier). Engagé volontaire dans l'artillerie, puis gendarme à cheval, il fut nommé lieutenant de gendarmerie et chevalier de la Légion d'honneur le 13 janvier 1852 par Louis-Napoléon Bonaparte.(dossier site Léonore).
- Antoine-Joseph Moneuse

### Héraldique
| Armes de Feignies | Les armes de la commune de Feignies se blasonnent ainsi : D'or au lion de sable, armé et lampassé de gueules. |

## Pour approfondir